# 高山绢蒿
高山绢蒿（学名：Seriphidium rhodanthum）是菊科绢蒿属的植物。分布于俄罗斯以及中国大陆的新疆等地，生长于海拔1,500米至3,700米的地区，常生长在砾质坡地、干草原以及阶地等处，目前尚未由人工引种栽培。

## 异名
- Artemisia rhodantha Rupr.